# Blueberry: L'experiència secreta
Blueberry, l'experiència secreta (títol original: Blueberry : L'expérience secrète) és una pel·lícula de Jan Kounen estrenada l'any 2004, inspirada lliurement en els dibuixos animats Blueberry creats per Jean-Michel Charlier i Jean Giraud alias Mœbius. Ha estat doblada al català.

## Argument
Després haver passat la seva adolescència entre els Indis Mescalero-chiricahua, Mike Blueberry s'ha convertit en el xèrif d'una petita ciutat situada no lluny de les terres santes ameríndies. Intenta impedir que caçadors de tresors s'aventurin en aquests territoris prohibits.

## Repartiment
- Vincent Cassel: Mike S. Blueberry
- Juliette Lewis: Maria Sullivan
- Michael Madsen: Wallace Sebastian Blount
- Ernest Borgnine: Rolling Star
- Temuera Morrison: Runi
- Djimon Hounsou: Woodhead
- Geoffrey Lewis: Greg Sullivan
- Nichole Hiltz: Lola
- Eddie Izzard: Prosit
- Kateri Walker: Kateri
- Vahina Giocante: Madeleine
- Tchéky Karyo: l'oncle
- Hugh O'Conor: Mike S. Blueberry jove
- Colm Meaney: Jimmy McClure
- Antonio Monroy: Juliol
- Jan Kounen: Billy
- Juan Manuel Bernal: Jeremy
- Kestenbetsa: Kheetseen
- François Levantal: Pete, el barman
- William Lightning: Runi jove
- Val Avery: el jutge
- Leticia Gutiérrez: la mare de Runi
- Dominique Bettenfeld: l'home sense dents

## Al voltant de la pel·lícula
El film s'inspira àlbums La Mina de l'alemany perdut i L'Espectre de les pilotes d'or (toms 11 i 12). No obstant això, el cineasta s'ha atorgat grans llibertats, guardant una molt dèbil part de la trama d'aquests relats, modificant la biografia del personatge del títol – biografia no obstant això molt precisament descrita a Ballade per a un cercueil – i afegint-hi temàtiques personals com el Xamanisme i les drogues al·lucinògenes, mentre que cap dels àlbums de Blueberry no mostra el personatge en cap d'aquestes situacions.
El film globalment ha estat mal acollit per la crítica, sobretot en el web Rotten Tomatoes amb un 38% i amb 1,5 estrelles sobre a AlloCiné.